# グランドメゾン御園座タワー
グランドメゾン御園座タワー（グランドメゾンみそのざタワー）は、愛知県名古屋市中区栄一丁目にある複合マンション。
1階は商業施設、2〜4階には御園座（演劇専門図書館御園座演劇図書館も設置）、5〜40階が分譲マンショングランドメゾン（304戸）となっている。

## 概要
御園座の建て替え問題に加えて御園座の運営難もあり、御園座の建て替えとのセットで建てられた、積水ハウスによる高層タワーマンションである。
御園座のビルという印象が強いが、あくまでマンションであるグランドメゾン御園座タワーがおおもとであり、そのなかの区分所有者として御園座が存在している。そのため、管理組合の理事として御園座が参加し、管理費や修繕積立金も御園座から徴収される。
積水ハウスが建築・販売した。ただ、過去の積水ハウス物件の購入者や問い合わせ客のみの対応で全304戸が完売したため、販売はオープンにはされておらず物件のホームページ等は存在しない（中古物件として売りに出されている住戸の間取りが確認できる程度）。
設計・施工は鹿島建設で、建築家の隈研吾（隈研吾都市建築設計事務所）が監修。
劇場部分の外装はなまこ壁のデザインで、中には御園座（演芸場）、御園小町（販売店、飲食店施設）、住宅が入る。地下1階から6階の一部が御園座で、地下1階の一部が駐車場、1階がエントランスや店舗など、5階の一部が分譲マンション住民用自転車置き場など、6階の一部が分譲マンション住戸用のエントランスやラウンジ、7階から40階が住戸（一部区画がラウンジ）となっている。
すべてが同時期に利用開始とならず、それぞれ異なっている。
御園小町は最も早く運用が開始されており、2017年12月17日から利用開始されている。
住宅設備は2018年1月20日より引き渡しが開始されているが、低層階（14階以下）については、2018年8月引き渡しとなっている。
御園座は2018年4月1日にこけら落としとなった。中部建築賞を受賞した。
鹿島建設が独自に開発した制震技術のハニカムダンパと名付けられた鋼材が塑性変形して振動エネルギーを吸収する制震装置を、7階から32階までの各フロアに設置。建物自体の損傷を防ぐだけでなく、揺れを軽減し被害を抑える。強固な支持層に打ち込まれた拡底杭73本がタワーを支えている。

## 特徴
名古屋の文化的伝統を継承することを目的に、以前の御園座のファザードを特徴づけていた「なまこパターン」を光の格子として外観に取り入れ、街の記憶や御園座のイメージを継承し、外観のシンボルとした。また、アプローチの大階段は御園座独特の朱色を継承している。
災害時は、帰宅困難者に対して御園座の休憩所やロビーの一部分を「帰宅困難者一時待機スペース」として開放している。ポータブル発電機やポータブルトイレ、救急セット等の防災用品、非常食を備えた「防災備蓄倉庫」も設けている。

## 御園小町
御園小町（みそのこまち）は、御園座タワーの1階に入居している商業施設。御園座開業前の2017年12月にオープンした。コンセプトは「“演”に誘い、“縁”に集う出会いの場」でイオンリテール東海・長野カンパニーが運営している。
施設内は土産物中心の「御園楽座」、ベーカリー「御園麦工房」、和風カフェ&グリル「御園茶屋」の3ゾーンで構成されており、食のテーマパークとなっている。
営業時間は、平日は7時から22時まで、土・日・祝日は8時から22時まで。

## アクセス
- 名古屋市営地下鉄東山線・鶴舞線 伏見駅下車、6番出口より徒歩で約2分。